# CYNTHIA ANTHOLOGY
『CYNTHIA ANTHOLOGY』（シンシア・アンソロジー）は、シンシア（南沙織）の歌手デビュー30周年記念メモリアル特別企画として2000年6月7日に発売された、CD5枚＋DVD1枚の全6枚組CD-BOXセット。全122曲収録。規格品番はSRCL-4801/6。

## 解説
シングルレコード「17才」（SONA-86183）で歌手デビューを果たしてから30周年を迎えた記念に発売された、南沙織のCD-BOXセットである。パッケージフィルムに貼られたシール上では、「歌手デビュー30周年記念メモリアル特別企画」と表現されている。
CD-DA全5枚とDVD1枚が、LPサイズのボックスに収められている。収録内容の内訳は、下記の通り。
- ディスク1からディスク3は、「ALL ABOUT SINGLES」と題したシングル・コレクション。南沙織、シンシア名義で発売した全33枚のシングルレコード及び8センチCDシングルA面・B面曲のうち、カバー曲である「カリフォルニアの青い空／雨に消えた初恋」以外の32枚分64曲に器楽曲1曲が収録されている。その器楽曲はもともと、スタジオ・アルバム『20才まえ』（1973年、SOLJ-82）の「17才」の序曲として収められ、のちに別アルバムで単独化され「シンシアのテーマ」と名づけられた楽曲である。
- ディスク4は、「アルバム収録名曲ピックアップ」集。各アルバムからカバー曲を除いたオリジナル楽曲が選曲された。初CD化音源、ライブ音源が収録されている。
- ディスク5は、「CM音源・TV音源・未発表音源・参加音源・Remix音源・バージョン違い・ライブ音源」集。1970年代に公式発売されていない楽曲や初CD化音源が多数、収録されている。
- ディスク6は、1971年以降の映像を含めたDVD。1984年11月21日発売の映像集『HELLO!CYNTHIA』（78ZM-3010）と、1992年11月21日発売の映像集『Cynthia Clips』（SRVM-327）の一部をDVD化したものである。

音源は、SBM（SuperBitMapping）という、ソニーが持つ技術のフォーマットでデジタル・リマスタリングが施された。ボックスサイズのカラー解説書付きで、書内には歌詞、ディスコグラフィ、50音順楽曲一覧、酒井政利によるシングル解説のほか、関係者のコメントやインタビューで綴る南沙織ヒストリーを掲載。インタビュー、ライナー、コメントへの参加は南沙織本人のほか、篠山紀信、吉田拓郎、酒井政利、有馬三恵子、筒美京平、村上司、長谷川具慶、中山寛子、ロージー、小栗俊雄、田代清三、金塚晴子、我妻広己、榊ひろと、堤昌司、藤沢和美、片山邦彦、小山田義根、山下鉄男。
未発表曲「あなたの胸で泣けるまで」が収録された。ボーカル録音がいつであるかはさだかではないが、本CD-BOX発売日時点での最新音源となっている。

## 収録曲
- 出典および作詞・作曲・編曲者はリンク先を参照のこと

### Disc 1
1. シンシアのテーマ
2. 17才
3. 島の伝説
4. 潮風のメロディ
5. なぜかしら
6. ともだち
7. いつか逢うひと
8. 純潔
9. 素晴らしいひと
10. 哀愁のページ
11. 美しい娘たち
12. 早春の港
13. 魚たちはどこへ
14. 傷つく世代
15. 昨日の街から
16. 色づく街
17. 秋の午後
18. ひとかけらの純情
19. 透き通る夕暮れ
20. バラのかげり
21. この街にひとり
22. 夏の感情
23. 愛の序曲
24. 夜霧の街
25. 青春が終る日
26. 女性
27. 人のあいだ

### Disc 2
1. 想い出通り
2. ご無沙汰
3. 人恋しくて
4. ひとつぶの涙
5. ひとねむり
6. おはようさん
7. 気がむけば電話して
8. ふりむいた朝
9. 青春に恥じないように
10. 窓灯り
11. 哀しい妖精
12. 空色のインクで
13. 愛はめぐり逢いから
14. Good-bye My Yesterday
15. ゆれる午後
16. 春の愁い
17. 街角のラブソング
18. 青春の電車
19. 木枯しの精
20. つぶやき
21. 春の予感‐I've been mellow‐
22. もどかしい夢

### Disc 3
1. 愛なき世代
2. 九月のエピロード
3. Ms. （ミズ）
4. さよならにかえて
5. グッバイガール
6. Good-bye Girl
7. 青空
8. ファンレター -SO GOOD SO NICE- （Remix version）
9. 約束
10. 光る女
11. よろしく哀愁
12. Art of Loving
13. 愛は一度だけですか
14. 万華鏡
15. 初恋
16. うみ そら かわ

### Disc 4
1. SAORI HIT MEDLEY -LIVE-（10:56）☆
  - 17才
  - I Believe In Music
  - 哀愁のページ
  - A Song For You
  - 色づく街
  - I Believe In Music
  - 早春の港
  - I Believe In Music
  - 人恋しくて
2. ふるさとの雨（2:54）
3. ふるさとのように（2:03）
4. 冬物語（2:47）
5. 遠い海（3:15）
6. 20才まえ（3:11）
7. 妹よ（2:53）
8. 涙のひとつふたつ（2:37）
9. 20才の立場（3:39）
10. GET DOWN BABY（3:02）
11. 若い旅人（3:21）
12. 素顔のままで（3:55）
13. ANGELA（3:33）☆
14. 別れのマチネー（4:31）☆
15. バースディ・トゥディ（3:27）☆
16. アンコール（4:44）☆
17. シンプル・シティー（3:03）
18. 私の港（3:10）☆
19. 六本木 -LIVE-（2:58）
20. 魚たちはどこへ -LIVE-（2:56）
21. 私の出発（2:57）

### Disc 5
1. MUSIC MAKES OUR FUTURE（4:10）☆
  - 作詞: 窪田義広・金塚晴子 、作曲: 都倉俊一 、編曲: 田辺信一
2. 走れクィーンコーラル（2:23）　
  - 作詞・作曲: 浜口庫之助 、編曲: 青木望
3. ヘイ! 二才達（にーせーたー）（2:13）☆
  - 作詞: 朝比呂志 、作曲: 普久原恒勇 、編曲: 所太郎
4. 夜空の星　WITH: おりも政夫（フォーリーブス）（2:46）☆　
  - 作詞: 永六輔 、作曲: いずみたく 、編曲: 大柿隆
5. すべてを捧げる時（1:28）☆
  - 作詞: 永六輔 、作曲: いずみたく 、編曲: 大柿隆
6. 夜空の星 -ショート・ヴァージョン-　WITH: おりも政夫（フォーリーブス）（1:13）☆
7. 聖夜（きよしこの夜）（2:47）☆
8. サンタが街にやって来る（2:38）☆
9. ジングル・ベル（2:19）☆
10. ブルー・クリスマス（3:32）
11. 秋の港（2:52）☆
  - 作詞: 有馬三恵子 、作曲・編曲: 筒美京平
12. あなたの胸で泣けるまで（4:39）☆
  - 作詞: 工藤哲雄 、作曲: 都志見隆 、編曲: 白井良明
13. 青空（2000 salt Remix version）（4:47）☆
14. 約束（2000 salt Remix version）（4:02）☆
15. メドレー -LIVE-（7:25）
  - 17才
  - 潮風のメロディ
  - ともだち
  - 純潔
  - 哀愁のページ
16. 街角のラブソング -LIVE-（3:15）☆
17. 色づく街 -LIVE-（2:47）
18. ひとかけらの純情 -LIVE-（3:22）
19. 女性 -LIVE-（3:20）
20. 哀しい妖精 -LIVE-（4:01）
21. 春の予感‐I've been mellow‐ -LIVE-（3:08）
22. Ms.（ミズ） -LIVE-（4:34）
23. 17才 -LIVE-（2:23）

☆ … 発売当時初CD化、初音源化

## DVD収録曲
1. 17才
2. 潮風のメロディ
3. 傷つく世代
4. 色づく街
5. 夏の感情
6. 夜霧の街
7. 想い出通り
8. 街角のラブソング
9. 春の予感-I’ve been mellow-
10. 人恋しくて
11. 哀愁のページ
12. 青空
13. Still my life